# Roca Aguilera (Mediona)
La Roca Aguilera és una muntanya de 567 metres que es troba al municipi de Mediona, a la comarca de l'Alt Penedès.